# Sumitomo Forestry
Sumitomo Forestry (яп. 住友林業株式会社) — японська лісозаготівельна та переробна компанія. Також компанія займається будівництвом будинків з дерев'яних матеріалів. Входить до кейрецу Sumitomo Group.

## Історія
Компанія Sumitomo почала заготовлювати власну деревину в 1691 році для забезпечення потреб міделиварного виробництва.
У 1894 компанія почала засаджувати штучні лісові масиви для їх подальшого заготовляння.
Лісозаготівельний бізнес був виділений в окремий департамент у 1898 році.
У роки Другої світової війни (з 1942 року) компанія починає заготовлювати деревину в Індонезії на островах Суматра, Борнео, Ява.
В 1948 дзайбацу Sumitomo було фактично ліквідовано і лісовий бізнес виділяється в окрему структуру. Безпосередньо ж Sumitomo Forestry була утворена в 1955 шляхом об'єднання Toho Norin Co., Ltd. і Shikoku Ringyo Co., Ltd.
У 1964 компанія починає бізнес з будівництва нерухомості із лісоматеріалів.
У 1970 в Індонезії створюється дочірнє підприємство PT Kutai Timber Indonesia. Тут же організується виробництво фанери.
У 1986 в Новій Зеландії створюється дочірня компанія Nelson Pine Industries Ltd., де організується виробництво ДВП.
У 1990 компанія проходить процедуру лістингу на Токійській фондовій біржі.
У 1991 в Індонезії компанія переходить на лісовідновлюючу схему роботи.
У 1993 Sumitomo Forestry створює INOS Group для посилення позицій на ринку дерев'яного домобудівництва.
У 2001 в результаті об'єднання Sumitomo Forestry Crex Co., Ltd., Sumirin Holz Co., Ltd., Sumirin Plywood Industries, Ltd. і Fuji Incombustible Building Materials Industry Co., Ltd. створюється Sumitomo Forestry Crest Co., Ltd.
В 2003 компанія виходить на ринок дерев'яного домобудівництва США (Сієтл). У 2004 році виходить на китайський ринок.
В 2006 компанія об'єднується з Ataka Kenzai Co., Ltd. У тому ж році виходить на ринок комерційної нерухомості Республіки Корея.

## Сьогодення компанії
На цей момент в Японії компанія контролює 40 500 гектарів лісу. Крім, власне, лісозаготівлі, компанія виробляє будівельні та оздоблювальні матеріали з дерева, а також металеві та керамічні будівельні матеріали. Також Sumitomo Forestry є активним гравцем на ринку дерев'яного домобудівництва в Японії, США, Китаї, Республіки Корея та ін. У цьому сегменті в Японії компанія є лідером.